# Harold Hotelling
Harold Hotelling (Fulda, 29 september 1895 – Chapel Hill, 26 december 1973) was een Amerikaanse wiskundige, statisticus die veel invloed op economische theorievorming heeft gehad. Naar hem is onder meer de Wet van Hotelling genoemd.